# بيتن راندولف (سياسي)
بيتن راندولف (بالإنجليزية: Peyton Randolph)‏ هو محامي وفلاح وسياسي بريطاني وأمريكي (وحمل سابقاً جنسية مملكة بريطانيا العظمى)، ولد في 10 سبتمبر 1721 في ويليامزبرغ في الولايات المتحدة، وتوفي في 22 أكتوبر 1775 في فيلادلفيا في الولايات المتحدة. انتخب رئيس الكونغرس القاري (5 سبتمبر 1774 – 22 أكتوبر 1774) وانتخب (1766 – 1775).

## النشأة
ولد راندولف في تازويل هول، ويليامزبرغ، فيرجينيا، لعائلة بارزة. والداه هما السير جون راندولف، ابن ويليام راندولف، وسوزانا بيفرلي، ابنة بيتر بيفرلي؛ كان شقيقه جون راندولف. كان بيتون راندولف يبلغ من العمر 15 عامًا عندما توفي والده.
التحق راندولف بكلية وليام وماري، ثم درس القانون لاحقًا في ميدل تمبل في إنز أوف كورت بلندن، وأصبح عضوًا في نقابة المحامين عام 1743. وعاش سن الرشد في ويليامزبرغ.

## المسيرة السياسية
عاد راندولف إلى ويليامزبرغ وعُين المدعي العام لمستعمرة فيرجينيا في العام التالي.
خدم عدة فترات في فرجينيا هاوس أوف بورغيس، ابتداءً من عام 1748. كان الأدوار المزدوجة لراندولف كمدعي عام وسطو هي التي أدت إلى تضارب غير عادي في المصالح في عام 1751.
كان الحاكم الجديد، روبرت دينويدي، قد فرض رسومًا للمصادقة على براءات اختراع الأراضي، وهو ما اعترض عليه مجلس النواب بشدة. اختار مجلس النواب بيتون راندولف لتمثيل قضيتهم أمام سلطات التاج في لندن. لكن في دوره كمدعي عام، كان مسؤولًا عن الدفاع عن الإجراءات التي اتخذها الحاكم. غادر راندولف إلى لندن، بسبب اعتراضات الحاكم دينويدي، وحل محله جورج ويث لفترة قصيرة كمدعي عام. استأنف راندولف منصبه عند عودته بناءً على طلب ويث وكذلك المسؤولين في لندن، الذين أوصوا أيضًا الحاكم بإسقاط الرسوم الجديدة.
في عام 1765، وجد راندولف نفسه على خلاف مع طالبة جامعية، باتريك هنري، بشأن مسألة الرد على قانون الطوابع. عيّن مجلس النواب راندولف لصياغة اعتراضات على القانون، لكن خطته الأكثر تحفظًا تغلبوا عليها عندما حصل هنري على موافقة خمسة من قرارات قانون طوابع فرجينيا السبعة. تحقق ذلك في اجتماع لمجلس النواب غاب فيه معظم الأعضاء، وكان راندولف يترأسه في غياب رئيس مجلس النواب.
استقال راندولف من منصب المدعي العام للملك عام 1766، حيث انتخبه زملائه بورغيس رئيسًا لهم بعد وفاة قريبه، المتحدث القوي جون روبنسون. جلسوا كمحكمة عامة، وعينوا أيضًا راندولف أحد منفذي حوزة المتحدث السابق (مع جورج ويث وإدموند بندلتون)، والتي كانت فضيحة مالية كبيرة. مع تقدم الخلاف بين بريطانيا والمستعمرات، مال راندولف لصالح الاستقلال. في عام 1769، حُلَّ مجلس النواب من قبل الحاكم، نوربورن بيركلي، بارون بوتيتورت الرابع، ردًا على أفعاله ضد قوانين تاونسند. في عام 1773، ترأس راندولف لجنة المراسلات في فرجينيا. كما حلَّ الحاكم التالي، جون موراي، إيرل دنمور الرابع، مجلس النواب عام 1774 عندما أظهر تضامنه مع بوسطن، ماساتشوستس، بعد قانون ميناء بوسطن. بعد ذلك، ترأس راندولف الاجتماعات الأولى من اتفاقيات فيرجينيا الخمس لأعضاء مجلس النواب السابقين، بشكل أساسي في حانة ويليامزبرغ، والتي عملت على الاستجابة للإجراءات الضريبية غير المرغوبة التي فرضتها الحكومة البريطانية. في 21 مارس 1775، كان رئيسًا لاتفاقية فيرجينيا الثانية في ريتشموند التي ناقشت الاستقلال (موقع خطاب باتريك هنري الشهير أعطني الحرية). في أبريل، تفاوض راندولف مع اللورد دنمور بشأن البارود الذي أزيل من ترسانة ويليامزبرج أثناء حادثة البارود، والتي كانت مواجهة بين قوات الحاكم وميليشيا فرجينيا، بقيادة باتريك هنري. استدعى اللورد دنمور آل بورغيس مرة أخرى في يونيو 1775 لمخاطبة قرار التوفيق لرئيس الوزراء البريطاني لورد نورث. عاد راندولف، الذي كان مندوبًا إلى الكونجرس القاري، إلى ويليامزبرغ ليحل محله كرئيس. أشار راندولف إلى أن القرار لم يتم إرساله إلى الكونغرس (بدلًا من ذلك أرسِل إلى كل مستعمرة على حدة في محاولة لتقسيمها وتجاوز المؤتمر القاري). رفض مجلس النواب من برجس الاقتراح، الذي رفضه أيضًا الكونغرس القاري لاحقًا. وهكذا كان راندولف آخر رئيس لمجلس النواب (تم استبدال دورهم باتفاقيات فيرجينيا ثم مجلس المندوبين في عام 1776). عمل راندولف أيضًا كرئيس لاتفاقية فيرجينيا الثالثة في يوليو 1775، والتي انتخبت كهيئة تشريعية لجنة السلامة لتعمل كمدير تنفيذي للمستعمرة منذ أن تخلى اللورد دنمور عن العاصمة ولجأ إلى سفينة حربية بريطانية.خلف إدموند بندلتون راندولف كرئيس للاتفاقيات اللاحقة.

## روابط خارجية
- بيتن راندولف (سياسي) على موقع الموسوعة البريطانية (الإنجليزية)
- بيتن راندولف (سياسي) على موقع إن إن دي بي (الإنجليزية)